# تشارلز موسلي (نساب)
تشارلز موسلي (بالإنجليزية: Charles Mosley)‏ هو نَسَّاب بريطاني، ولد في 14 سبتمبر 1948 في لندن في المملكة المتحدة، وتوفي في 5 نوفمبر 2013 في ستك مندويل في المملكة المتحدة.